# Anoplodactylus micros
Anoplodactylus micros är en havsspindelart som beskrevs av Bourdillon, A. 1955. Anoplodactylus micros ingår i släktet Anoplodactylus och familjen Phoxichilidiidae. Inga underarter finns listade i Catalogue of Life.